# Lebjaschje (Kirow)
Lebjaschje (russisch Лебя́жье) ist eine Siedlung städtischen Typs in der Oblast Kirow in Russland mit 3362 Einwohnern (Stand 14. Oktober 2010).

## Geographie
Der Ort liegt gut 130 km Luftlinie südlich des Oblastverwaltungszentrums Kirow am rechten Ufer der Wjatka, bei der Einmündung des Nebenflusses Lebjodka.
Lebjaschje ist Verwaltungszentrum des Rajons Lebjaschski sowie Sitz und einzige Ortschaft der Stadtgemeinde Lebjaschskoje gorodskoje posselenije.

## Geschichte
Der Ort wurde 1605 gegründet und war zunächst als Nikolskoje bekannt. Er gehörte in Folge zum Ujesd Urschum des Gouvernements Wjatka.
Am 29. Juli 1929 wurde Lebjaschje Verwaltungssitz eines neu geschaffenen, nach ihm benannten Rajons. Am 14. August 1959 wurde der Rajon zwischenzeitlich aufgelöst. Mit dessen Neubildung am 19. April 1965 erhielt Lebjaschje den Status einer Siedlung städtischen Typs.

### Bevölkerungsentwicklung
| Jahr | Einwohner |
| ---- | --------- |
| 1939 | 1435      |
| 1970 | 2500      |
| 1979 | 3278      |
| 1989 | 3829      |
| 2002 | 3571      |
| 2010 | 3362      |

Anmerkung: Volkszählungsdaten

## Verkehr
Durch Lebjaschje verläuft die Regionalstraße 33N-010, die von Kriuscha südlich von Kotelnitsch über Sowetsk das rechte Ufer der Wjatka abwärts weiter zur 33R-002 Kirow – Wjatskije Poljany nördlich von Urschum 33R-002 verläuft.
Die nächstgelegene Bahnstation, Endpunkt einer Strecke von Selenodolsk bei Kasan über Joschkar-Ola, befindet sich im 100 km westlich gelegenen Jaransk.